# Humberlito Borges
Humberlito Borges (* 5. říjen 1980) je brazilský fotbalista.

## Reprezentační kariéra
Humberlito Borges odehrál za brazilský národní tým v roce 2011 celkem 1 reprezentační utkání.

## Statistiky
| Brazílie | Brazílie | Brazílie |
| Roky     | Záp.     | Góly     |
| -------- | -------- | -------- |
| 2011     | 1        | 0        |
| Celkem   | 1        | 0        |